# Abdolkarim Soroush
Hosein Haj Faraj Dabbagh, conhecido como Abdolkarim Sorush, o Lutero iraniano, é o intelectual iraniano mais conhecido no Ocidente. É considerado como o pensador emblemático do Postislamismo e é-lhe reconhecida certa influência sobre o âmbito político do Islã.
É filósofo islamista laico e professor de ética. Antigo apoiante de Khomeini, ocupou um posto no Conselho da Revolução Cultural. Desde então, Sorush mudou até o ponto de ser um dos principais adversários do princípio de indissociabilidade do religioso e do político.
Seu pensamento fica na linha de Mohamed Khatami. Encarna uma tendência anticlerical, mas é um “laico” quanto a seu status social e a sua formação universitária.

## Seu conceito do "conhecimento religioso"
As principais perguntas que propõe Sorush são: pode existir uma interpretação definitiva do Islã? Que papel pode ter em política a religião? É o Islã compatível com a democracia?
Dado que o Islã está considerado como invariável, não cambiável e transcendendo todas as representações e as manipulações das que pode ser objeto, Sorush quer conciliar o Islã com um mundo dinâmico, desligando os fundamentos da religião e o “conhecimento religioso” que se obtém por seu estudo. Este raciocínio desemboca na aceitação do “conhecimento religioso” como uma construção humana que está necessariamente em contínua mudança.
Sorush propõe o abandono de qualquer ideologia islâmica que não seja um conhecimento da religião senão um instrumento político e social destinado a orientar e determinar o comportamento público a partir de certa concepção da religião. Transformar uma religião em ideologia implica limitar a liberdade de interpretação dos dogmas religiosos.

## Ligacões externas
- Site de Abdolkarim Sorush